# Segundo viaje de James Cook
El segundo viaje de James Cook (1772-1775), encargado por el gobierno británico con el asesoramiento de la Royal Society, fue diseñado para circunnavegar el globo tan al sur como fuese posible para determinar finalmente si había alguna gran masa de tierra austral, o Terra Australis Incognita. En su primer viaje, Cook había demostrado circunnavegando Nueva Zelanda que no estaba unido a una masa de tierra más grande en el sur, y trazó casi toda la costa oriental de Australia; sin embargo, se creía que Terra Australis se encontraba aún más al sur. Alexander Dalrymple y otros de la Royal Society aún creían que este enorme continente austral debería existir. Después de un retraso provocado por el botánico Joseph Banks, haciendo demandas irrazonables, los barcos Resolution y Adventure fueron equipados para el viaje y zarparon para la Antártida en julio de 1772.
El 17 de enero de 1773, Resolution fue el primer barco en cruzar el círculo polar antártico, haciéndolo dos veces más en el viaje. El tercer cruce, el 3 de febrero de 1774, iba a ser la penetración más al sur, llegando a la latitud 71° 10' Sur en la longitud 106° 54' Oeste. Cook llevó a cabo una serie de grandes barridos a través del Pacífico, para demostrar que no había Terra Australis ya que en su recorrido navegó atravesando la mayoría de las localizaciones predichas para esa supuesta masa continental.
En el transcurso del viaje, visitó la Isla de Pascua, las Marquesas, Tahití, las Islas Sociedad, Niue, las Islas Tonga, las Nuevas Hébridas, Nueva Caledonia, Isla Norfolk, Isla Palmerston, Islas Sandwich del Sur y Georgias del Sur, muchas de las cuales nombró en el proceso. Cook demostró que la Terra Australis Incognita era un mito, y predijo que la tierra antártica se encontraba más allá de la barrera de hielo.

## Concepción

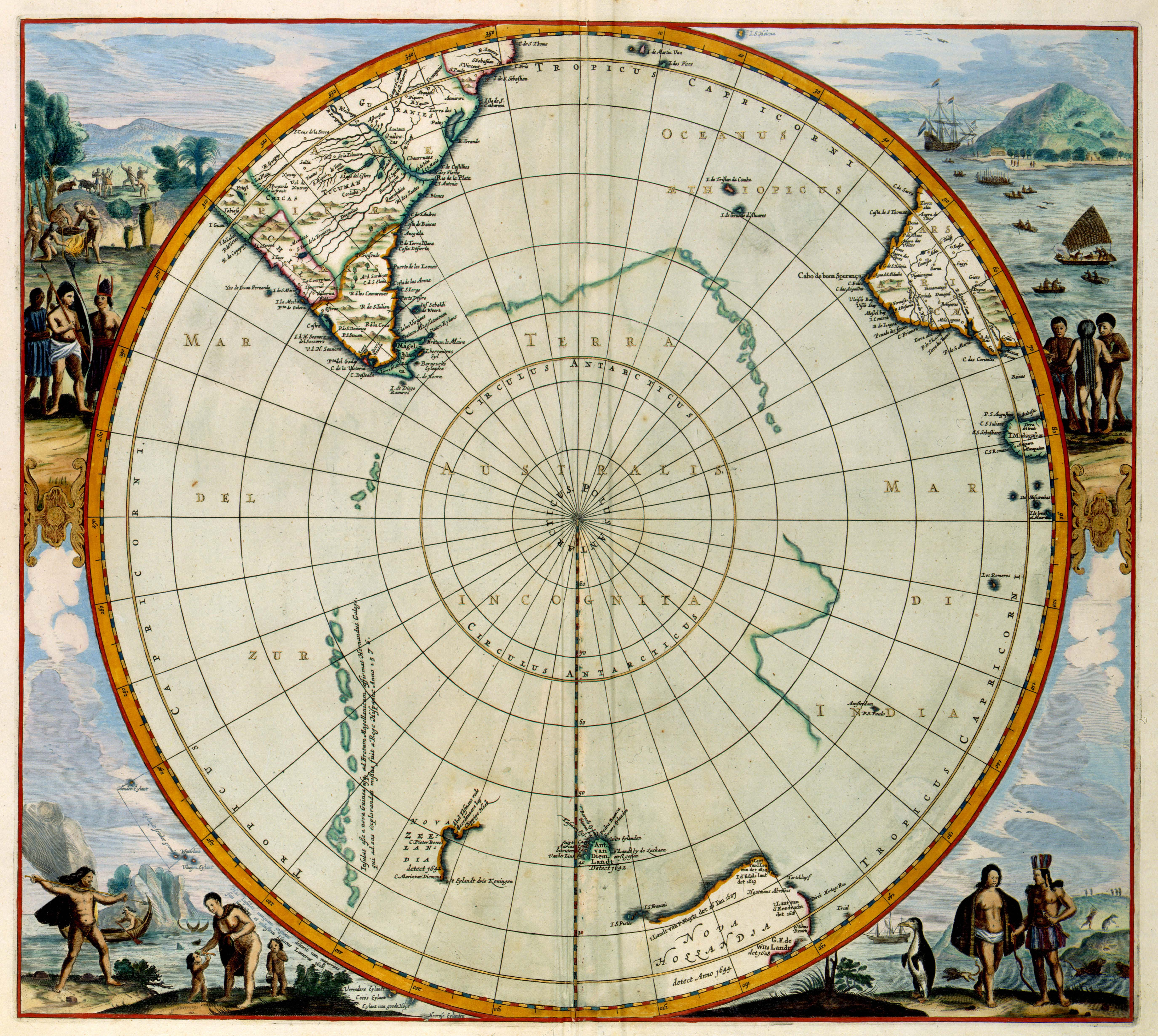
Mapa con la ubicación supuesta del hipotético continente de Terra Australis Incognita (1657).

En 1752 un miembro de la Royal Society de Londres, Alexander Dalrymple, encontró el testimonio de Luis Váez de Torres probando la existencia de un paso al sur de Nueva Guinea —ahora llamado estrecho de Torres—, mientras traducía algunos documentos españoles capturados en las Filipinas. Este descubrimiento llevó a Dalrymple a publicar An Historical Collection of the Several Voyages and Discoveries in the South Pacific Ocean (una colección histórica de los varios viajes y descubrimientos en el océano Pacífico Sur) en 1770-1771 que despertó un gran interés en su afirmación de la existencia de un continente desconocido. Poco después de su regreso de su primer viaje en 1771, el comandante Cook fue comisionado por la Royal Society para hacer un segundo viaje en busca del supuesto continente del sur, Terra Australis Incognita.

## Preparación y personal

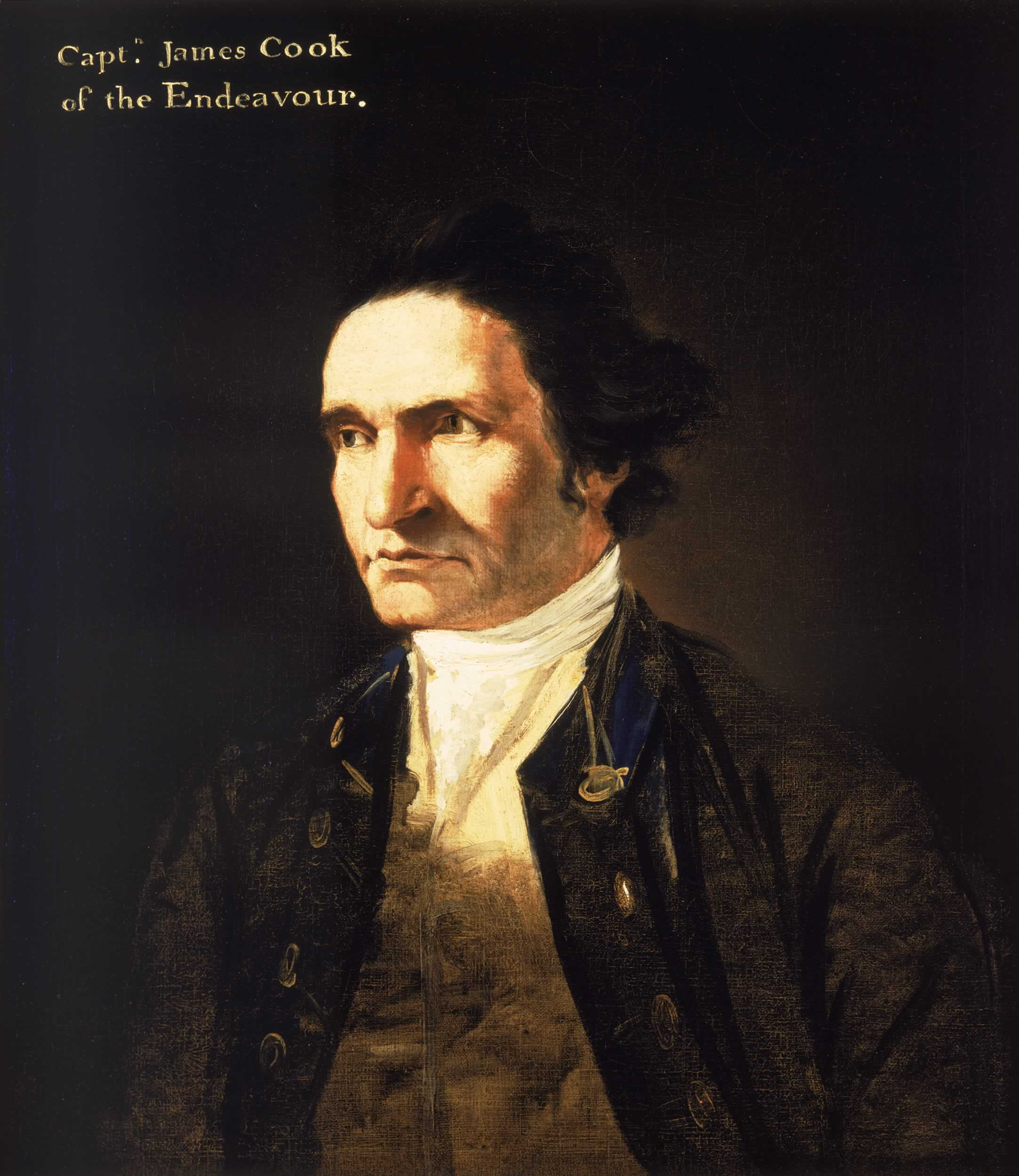
Retrato de James Cook por William Hodges

### Naves y provisiones
En este viaje Cook comandó el HMS Resolution, mientras que Tobias Furneaux hizo lo propio con la nave compañera, el HMS Adventure. El Resolution comenzó su carrera como el barco carbonero de 462 toneladas Marquis of Granby en el Mar del Norte, bautizado en Whitby en 1770 y adquirido por la Royal Navy en 1771 por 4151 libras. Medía 111 pies (34 m) de largo y 35 pies (11 m) de ancho. Fue registrado originalmente como HMS Drake, pero temiendo que pudiera molestar a los españoles, cambiaron el nombre a Resolution el 25 de diciembre de 1771. Fue provisto en Deptford con los dispositivos de ayuda a la navegación más avanzados de la época, incluyendo un compás azimutal fabricado por Henry Gregory, anclas de hielo y el más moderno aparato de destilación de agua dulce a partir de agua del mar. Portaban doce armas de fuego pequeñas y doce cañones giratorios. Cook pagó de su propio bolsillo la instalación de bisagras de bronce en la puerta de la gran cabina.
Se le pidió a Cook que en su viaje probara el cronómetro modelo K1 diseñado por Larcum Kendall. La Junta de Longitud le había solicitado a Kendall que copiara y perfeccionara el modelo de reloj H4, el cuarto construido por John Harrison, que era apropiado para la navegación marina. El primer modelo que construyó Kendall en 1769 con un costo de 450 libras fue una copia precisa del H4, al que en la actualidad se denomina K1. Si bien el cronómetro fue construido como si fuera un reloj, el cronómetro medía 13 cm de diámetro y pesaba 1.45 kg. También se llevaron en el viaje otros tres relojes, construidos por John Arnold pero no duraron mucho a causa de los rigores del viaje. La información sobre el funcionamiento de los relojes fue registrada en las bitácoras de los astrónomos William Wales y William Bayly y ya en 1772 Wales había notado que el reloj de Kendall era «por mucho margen el más confiable».
Las provisiones cargadas a bordo para el viaje incluían 27 000 kg de bizcochos, 7637 trozos de 2 kg cada uno de carne de vaca salada, 14 214 trozos de 1 kg cada uno de carne porcina salada, 19 000 l de cerveza, 6350 l de bebidas alcohólicas, 900 kg de sebo y 900 l de aceite de oliva. Como alimento contra el escorbuto llevaron 10 t de chucrut y 140 l de mermelada de zanahorias. Ambas naves cargaron animales vivos, incluidos bueyes, ovejas, cabras (para leche), cerdos y aves de corral (incluidos gansos). La tripulación contaba con aparejos de pesca y un sistema de purificación de agua para destilar agua del mar o purificar agua dulce contaminada. También llevaron herramientas (tales como cuchillos y hachas) y adornos (cuentas, cintas y medallones) para ser utilizados para el canje o como presentes para los nativos.

## Viaje

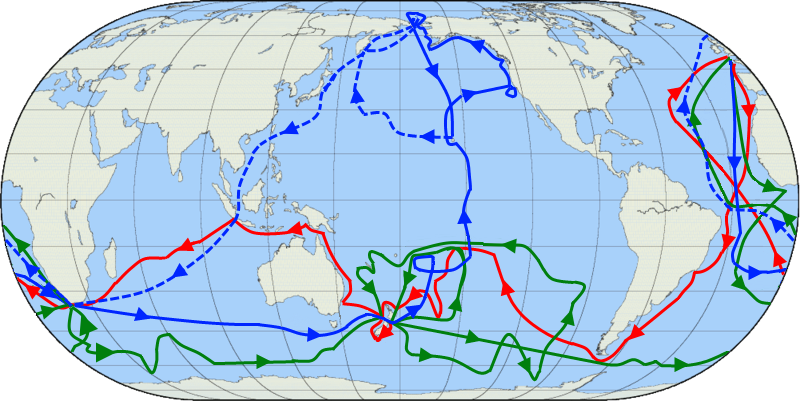
En color verde, derrotero del segundo viaje de Cook.

Zarparon el 11 de julio de 1772. El primer puerto que tocó Cook fue Funchal en la isla Madeira, donde ancló el 1 de agosto de 1772. En un informe que escribió al Almirantazgo desde Funchal Roads, Cook alabó sobremanera las cualidades marineras de su nave: «maniobra, opera y navega bien y es extremadamente resistente y todo parece indicar que esta será una nave seca y fácil de maniobrar en el mar». La nave fue reaprovisionada con agua potable, carne, frutas y cebollas, y luego de otra parada de reaprovisionamiento en las islas de Cabo Verde dos semanas después, se hizo a la mar con rumbo sur hacia el Cabo de Buena Esperanza. La Resolution ancló en la bahía de la Mesa el 30 de octubre. Toda su tripulación gozaba de buena salud ya que Cook había impuesto una estricta dieta y régimen de limpieza. Fue allí donde el sueco Anders Sparrman se incorporó a la expedición como botánico.

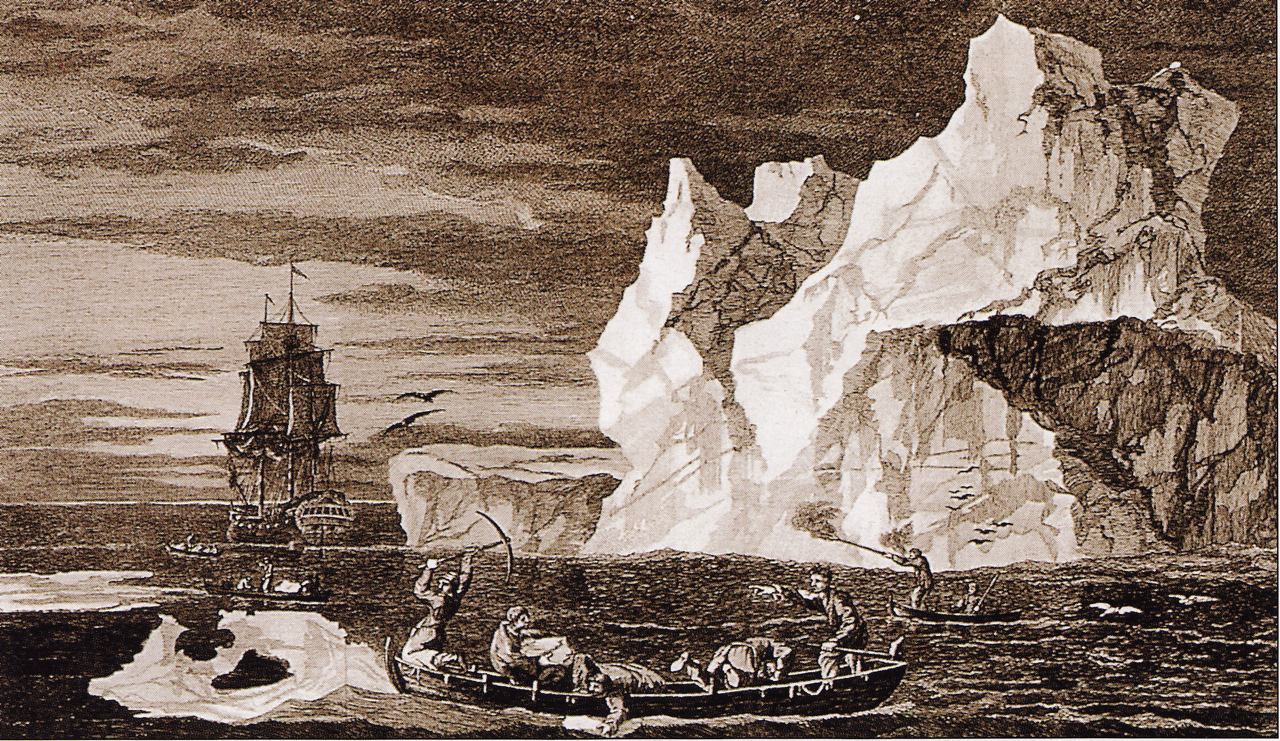
Cook en la Antártida, dibujo de William Hodges.

Las naves zarparon del Cabo el 22 de noviembre de 1772 y se dirigieron hacia el sector del Atlántico Sur en el cual según el navegador francés Bouvet había divisado tierra cuando designó al cabo Circumcisión. Al poco tiempo de partir, las condiciones climáticas empeoraron y la temperatura descendió mucho. Por ello el 23 de noviembre de 1772 se proveyó a la tripulación con chaquetas fearnaught y pantalones que habían sido solventados por el gobierno. A comienzos de diciembre navegaban en densos bancos de niebla y divisaban bloques de hielo a la deriva. Cook no encontró la isla que Bouvet sostenía estaba en la latitud 54° Pronto, los bloques de hielo rodearon las naves pero para la segunda semana de enero, a mediados del verano austral, el clima mejoró y Cook pudo navegar hacia el sur a través del hielo y llegar al Círculo Antártico el 17 de enero. Al día siguiente, nuevamente impedidos por el hielo, modificaron el rumbo y se dirigieron en dirección noreste.
El 8 de febrero de 1773 el Resolution y el Adventure se separaron en un banco de niebla. Furneaux dirigió el Adventure hacia el punto de encuentro acordado en Queen Charlotte Sound, Nueva Zelandia, el cual había sido relevado por Cook en 1770. En el camino hacia la reunión, el Adventure relevó las costas sur y este de Tasmania (entonces denominada "Tierra de Van Diemen"), donde se designó a la Adventure Bay en honor a la nave. Furneaux elaboró la primera carta náutica británica de esta costa, pero como no penetró al estrecho de Bass, supuso que Tasmania formaba parte de Australia. El Adventure llegó a Queen Charlotte Sound el 7 de mayo de 1773. Cook continuó sus exploraciones hacia el sudeste, alcanzando los 61°21′S de latitud sur el 24 de febrero, y a mediados de marzo decidió dirigirse hacia Dusky Bay (hoy Dusky Sound) en la isla Sur de Nueva Zelandia, donde la nave y su tripulación descansaron hasta el 30 de abril. El Resolution llegó al punto de encuentro en Queen Charlotte Sound el 17 de mayo. Desde junio a octubre las dos naves exploraron el Pacífico Sur, llegando a Tahití el 15 de agosto, donde Omai de Ra'iatea se embarcó en el Adventure —posteriormente Omai se convirtió en el primer isleño del Pacífico en visitar Europa antes de regresar a Tahití con Cook en 1776—.

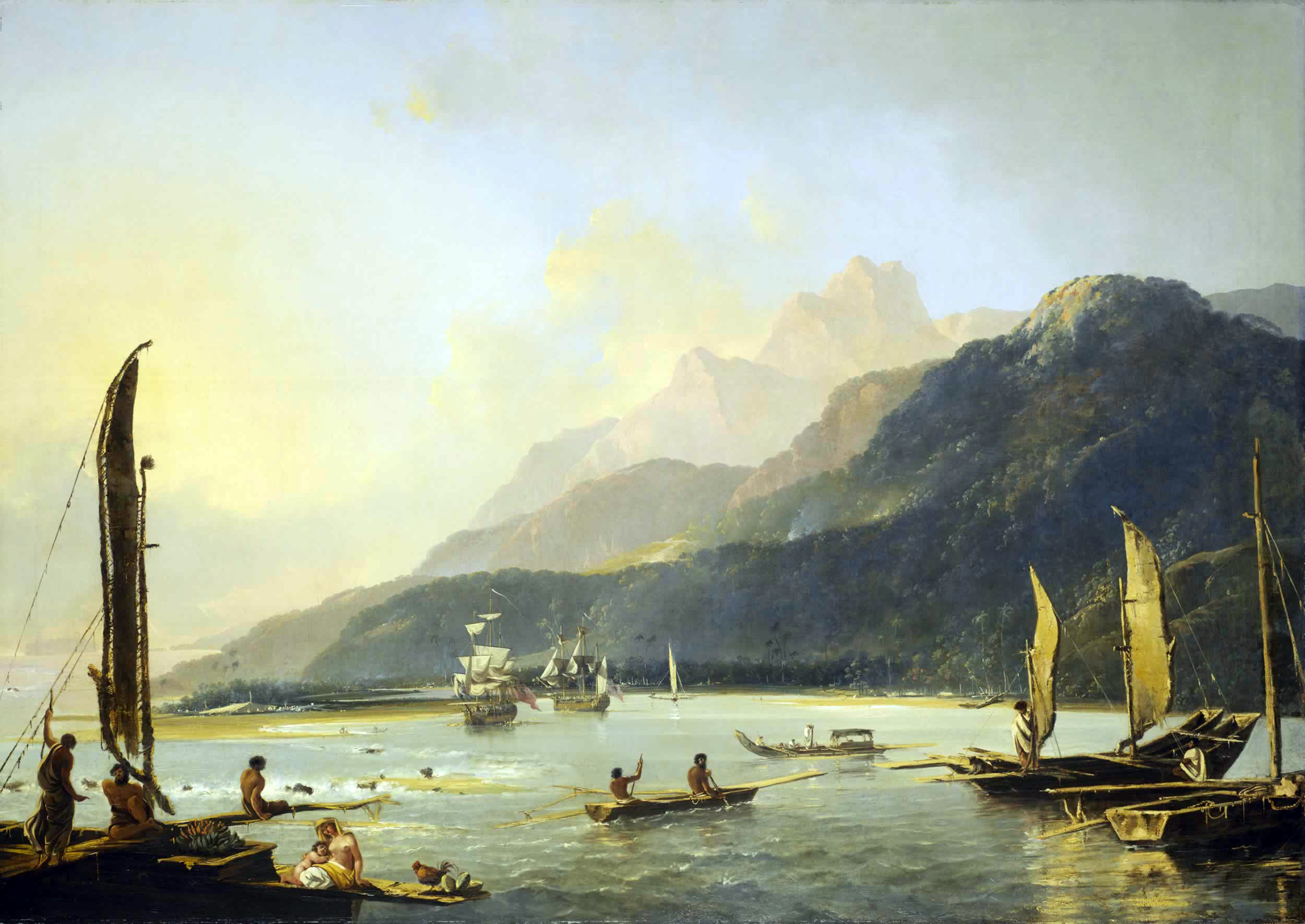
El Resolution y el Adventure en la bahía Matavai, por Hodges

Luego de hacer escala en Tonga —en las islas que denominó «Friendly Islands» (Islas amistosas)— las naves regresaron a Nueva Zelandia, pero el 22 de octubre una tormenta las separó. Esta vez falló el reencuentro en Queen Charlotte Sound. El Resolution partió el 26 de noviembre, cuatro días antes que llegara el Adventure. Cook dejó un mensaje escondido en la arena explicando su plan de explorar el Pacífico Sur y luego regresar a Nueva Zelanda. Furneaux decidió regresar a Europa, lo cual indicó en una respuesta que escondió en la arena. En Nueva Zelanda Furneaux perdió algunos de sus hombres en un enfrentamiento con māories, y finalmente decidió navegar de regreso a Gran Bretaña. Zarpó el 22 de diciembre de 1773 por el Cabo de Hornos, y llegó a Inglaterra el 14 de julio de 1774.
Cook continuó explorando la Antártida; puso rumbo sur hacia el mar con hielo de verano, icebergs y niebla hasta que alcanzó los 67°31′ de latitud sur antes de modificar su derrotero y enfilar nuevamente al norte durante 2200 km. Su tercer cruce del Círculo Antártico el 26 de enero de 1774, fue el preludio de su mayor aproximación al polo, alcanzando la latitud 71°10′ sur en la longitud 106°54′ oeste el 30 de enero cuando debieron detener el avance a causa de la capa de hielo que cubría el mar. En esta ocasión, Cook anotó:
Yo que tenía la ambición de llegar tan lejos como nadie haya llegado jamás, pero tanto como fuera posible avanzar, no sentí pena en dar con esta interrupción...
A continuación la nave siguió una ruta en forma de gran parábola por el océano Pacífico, alcanzando latitudes apenas por debajo del Ecuador. Hicieron escalas en Tonga, isla de Pascua, isla Norfolk, Nueva Caledonia, y Vanuatu antes de regresar a Queen Charlotte Sound en Nueva Zelanda.

## El viaje de regreso
El 10 de noviembre de 1774 la expedición partió con rumbo este a través del Pacífico y el 17 de diciembre avistó el extremo occidental del estrecho de Magallanes. Festejaron la Navidad en una bahía que denominaron Christmas Sound en el lado oeste de Tierra del Fuego. Luego de dejar atrás el cabo de Hornos, Cook exploró el amplio Atlántico Sur buscando alguna otra costa siguiendo las predicciones de Dalrymple. Luego de haber fracasado en esta búsqueda se dirigieron al norte y descubrieron una isla a la que denominaron Georgia del Sur. En un último vano intento de encontrar la isla Bouvet, Cook descubrió las islas Sandwich del Sur. Aquí predijo de manera correcta que: 
... existe un trozo de tierra cerca del Polo, el cual es la fuente de gran parte del hielo que se encuentra diseminado a lo largo de este gran Océano sureño.
El 21 de marzo el Resolution echó anclas en la Bahía de la Mesa. Allí permanecieron durante cinco semanas mientras se hizo mantenimiento a sus aparejos. La nave finalmente atracó en Spithead, Portsmouth el 30 de julio de 1775, luego de visitar Santa Elena y Fernando de Noronha en el camino.

## Consecuencias y logros
A su regreso los relatos del viaje sepultaron el mito de Terra Australis. Otro logro del segundo viaje fue el uso exitoso del cronómetro Larcum Kendall K1, el cual le permitió a Cook calcular su posición de longitud con gran precisión. En su bitácora, en numerosas ocasiones Cook destacó las cualidades del reloj que utilizó para preparar las cartas de navegación del océano Pacífico Sur las cuales fueron de tal calidad que copias de las mismas todavía estaban en uso a mediados del siglo XX.
Cook fue ascendido a capitán y se le brindó un retiro honorario de la Royal Navy como oficial del Hospital de Greenwich. Aceptó el puesto a regañadientes, insistiendo que se le permitiera renunciar si se presentaba una oportunidad de un rol activo. Su fama se extendió más allá del Almirantazgo y también se lo designó Fellow de la Royal Society y se le otorgó la Medalla de oro Copley, pintada por Nathaniel Dance-Holland, cenó con James Boswell y fue descrito en la House of Lords como "el primer navegador de Europa".